# الحرب الفنلندية
الحرب الفنلندية نشبت بين السويد وروسيا في الفترة من فبراير 1808 حتى سبتمبر 1809. نتيجة للحرب، تأسست في الثلث الشرقي من السويد دوقية فنلندا الكبرى ذاتية الحكم ضمن الإمبراطورية الروسية، ومن الآثار الأخرى اعتماد البرلمان السويدي دستوراً جديداً وتأسيس آل برنادوت العائلة المالكة السويدية الجديدة في سنة 1818.

## الخلفية

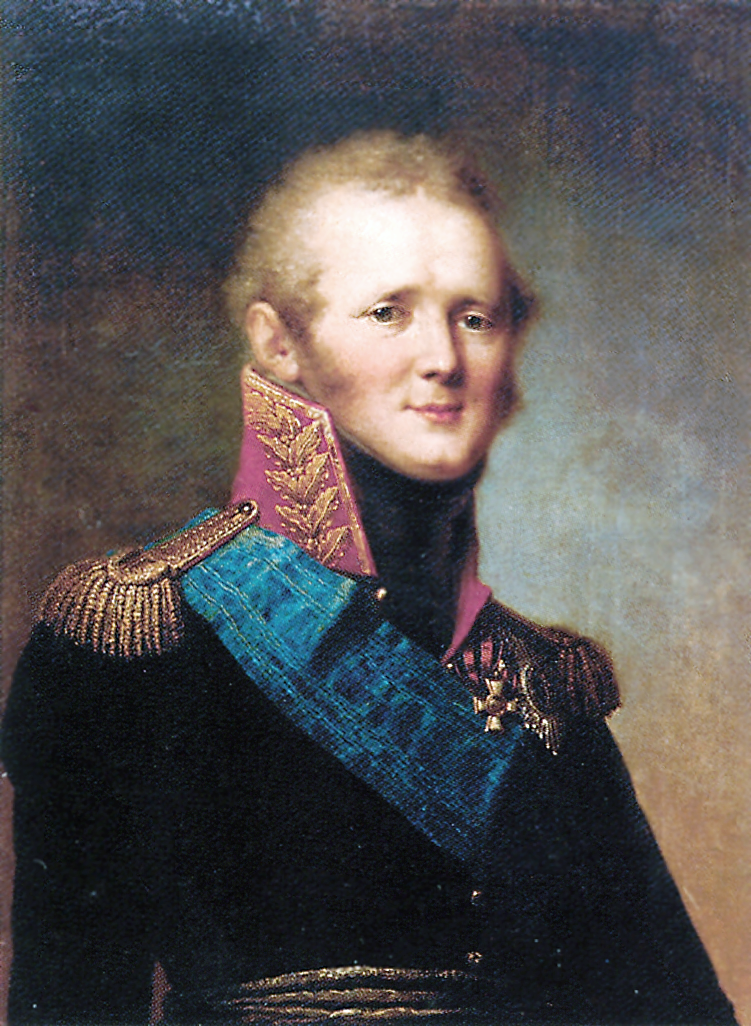
ألكسندر الأول، إمبراطور روسيا

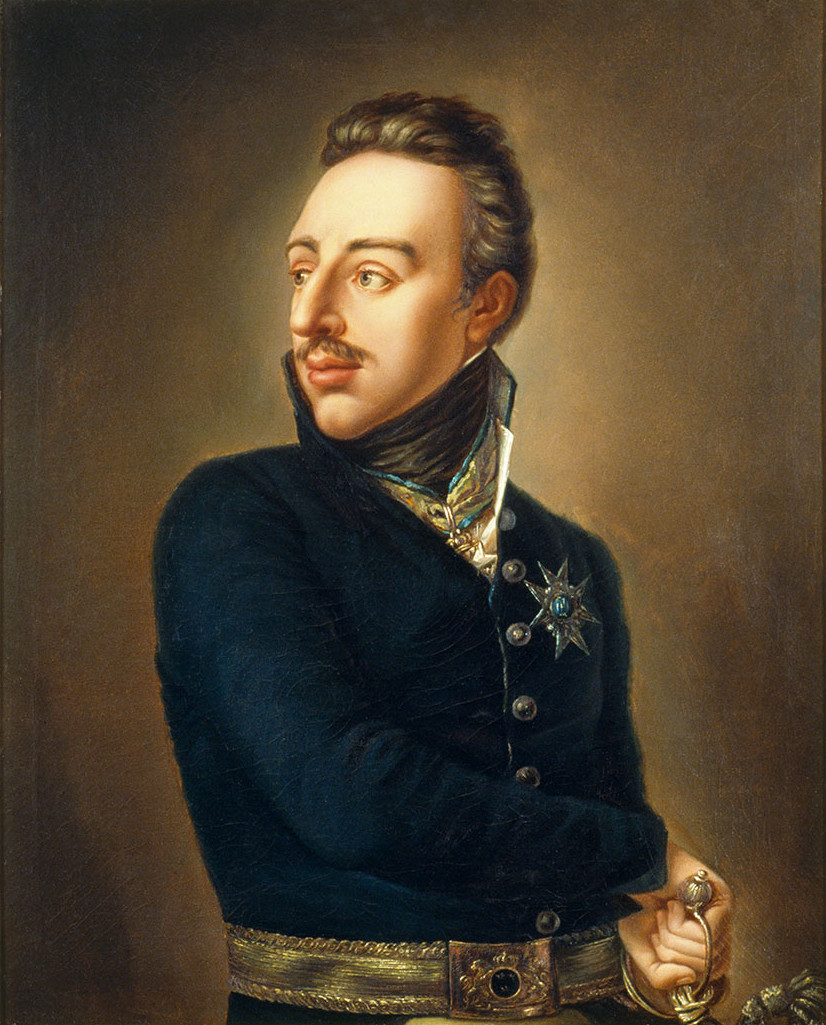
غوستاف الرابع أدولف، ملك السويد

بعد أن أبرم الإمبراطور الروسي ألكسندر الأول معاهدة تلسيت مع نابليون سنة 1807، توجس من إمكانية مشاركة الملك السويدي غوستاف الرابع أدولف في الحصار القاري. رأى الملك في نابليون المضاد للمسيح، وفي بريطانيا حليفته التقليدي وكان يخشى من عواقب الحصار المدمرة على تجارة السويد البحرية، بدلا من ذلك دخل في مفاوضات مع بريطانيا تحضيراً لهجوم مشترك ضد الدنمارك، التي كان يطمع في ممتلكاتها النرويجية.
في غضون ذلك، هاجمت البحرية الملكية كوبنهاغن وأُعلنت الحرب الإنجليزية الروسية.طالب الإمبراطور من الملك غوستاف أدولف بإغلاق بحر البلطيق على جميع السفن الحربية الأجنبية مشيراً إلى معاهدتي 1780 و1800، ورغم تكراره لطلبه يوم 16 نوفمبر 1807، استغرق الأمر شهرين من الملك قبل أن يـَرد أنه من غير الممكن الوفاء بالاتفاقات السابقة طالما أن الفرنسيين يسيطرون على الموانئ الرئيسية في بحر البلطيق.
رغم تشكيك معظم الضباط السويديين في فرصهم بمحاربة الجيش الروسي الأكبر والأكثر خبرة، كان لدى غوستاف أدولف رأي غير واقعي بقدرة السويد على الدفاع عن نفسها ضد روسيا، في سانت بطرسبرغ اعتـُبر عناده ذريعة مناسبة لاحتلال فنلندا، الأمر الذي يحرك الحدود الروسية السويدية كثيراً نحو الغرب من العاصمة الروسية ويحفظها في حالة حدوث أي أعمال عدائية بين القوتين في المستقبل.

## فبراير - مايو 1808
يوم 21 فبراير 1808، عبرت قوات روسية قوامها 24.000 بقيادة فريدريش فيلهلم فون بوكسهوفدن الحدود واستولت على هامينلينا. لم يكن الملك غير مستعداً تماماً للهجوم، خصوصاً أن الحرب لم تـُعلن حتى أبريل. تمركز حوالي 21.000 من القوات السويدية في عدة قلاع فنلندية، في حين ظلت بقية جيشه غير قادرة على مغادرة جنوب السويد خوفاً من هجوم دنماركي.
خطط قائد يوهان آدم كرونستد القوات السويدية للتراجع إلى بوهيانما تاركاً وراءه فقط قلعتي لوفيزا وسفيابورغ المعزولتين. في مارس، اجتاح الروس بقوات متواضعة فحسب ودون مقاومة: كووبيو وتامبيري وبييترسآري ولوفيز التي استسلمت بعد حصار قصير وهلسنكي وهانكو، وهبطوا جزيرة غوتلند وجزر أولاند. حاصر بوكسهوفدن قلعة سفيابورغ فاستسلمت في 3 مايو مع 6000 جندي و100 سفينة وأكثر من 700 مدفع لمـّا رأى الضابط الآمر كارل أولوف كرونستد ومستشاره عدم جدوى المقاومة.
مع القائد الجديد كارل يوهان أدلركريوتس، شن الجيش السويدي هجوماً مضاداً فأوقف الهجوم الروسي. ترك الجنرال الروسي نيكولاي توشكوف الذي أُرسل إلى شمال فنلندا حاميات في كل حصن في طريقه، ما قلل من عديد وحدته إلى 4000 جندي، وهو غير كافٍ لتهدئة الأوضاع في بلدٍ معادٍ. خاض الفنلنديون قتال حرب عصابات حتى هامينا (بالروسية "فنلندا القديمة") حيث نشطت وحدة العقيد ساندلس. هـُزمت مفرزة كولنيف في سيكايوكي (18 أبريل) كما حصل مع مجموعة بولاتوف في ريفونلهتي (27 أبريل).
في مايو تكبد الروس مزيداً من الانتكاسات بطردهم من غوتلند وأولاند، حيث أجبر أسطول سويدي مدعوماً من السكان المحليين العقيد فويش وحاميته على الاستسلام. يوم 26 مايو دخل أسطول بريطاني يحمل 14.000 جندياً ميناء غوتنبرغ، ولكنه لم يهبط أبداً بسبب عدة خلافات مع الملك، فرحل لمحاربة الفرنسيين في إسبانيا بعد أن ترك 16 سفينة حربية و20 سفينة أخرى بتصرف السويد.

## أغسطس - سبتمبر 1808
بعد تراجع الروس عن فنلندا الوسطى، امتدت قواتهم على طول خط بوري - تامبيري - ميكيلي. متلقين تعزيزات كبيرة، فزادت عديدهم إلى 55.000، بينما كان لخصومهم 36.000. في 14 أغسطس قرر الكونت نيكولاي كامنسكي استغلال هذا التفوق العددي لشن هجوم جديد.
رغم فوز جورج كارل فون دوبلن بمعركة يوتاس لصالح السويد في 13 سبتمبر، حقق فيلق كامنسكي ذو 11.000 جندي انتصارات أكثر أهمية في في كوورتاني في 1 سبتمبر، وفي سالمي في 2 سبتمبر، وفي أورافاينن في 14 سبتمبر. تعثرت المحاولات السويدية لإنزال قوات عسكرية بالقرب من توركو بتحركات بغراتيون الفورية. في فنلندا الشرقية، أخذت حركة حرب العصابات بالخمود تدريجياً. فتحسن الوضع الروسي في فنلندا الجنوبية بشكل كبير.
شمالاً، كان الوضع أكثر تعقيداً. فقد عانت وحدة توشكوف لتبقى متماسكة ضد ساندلس، بينما تعرض تقدم فرقة الإمدادات بقيادة الجنرال الكسييف لهجمات مقاتلي حرب العصابات. ولم يمضي 26 سبتمبر حتى تمكن الأمير دولغوروكوف (بديل الكسييف) من ضم قواته إلى توشكوف، حاملاً ساندلس على التراجع. بعد ثلاثة أيام، وقع بوكسهوفدن - مدفوعاً بالبداية المبكرة للطقس الشتوي - هدنة استاء نابليون منها كثيراً. رفض الإمبراطور التصديق على الهدنة واستبدال بوكسهوفدن بقائد جديد للقوات المسلحة وهو بوغدان فون كنورينغ في ديسمبر من نفس العام.
تفاقم الوضع السويدي لكونها في حالة حرب مع فرنسا والدنمارك المهددتان لممتلكات السويد بغزو مشترك ب45000 جندي في الدنمارك (بقيادة الجنرال الفرنسي جان برنادوت) فضلاً عن 36.000 في النرويج. أجبر هذا السويديين على تركيز قواتها الرئيسية بجنوب السويد وفي مواجهة الحدود النرويجية (23000 جندي). أعلنت الدنمارك الحرب على السويد يوم 14 مارس ولكن لم تحدث أي أعمال عدائية جدية عدا سلسلة مناوشات بسيطة غير حاسمة على طول الحدود النرويجية ذلك لأن الحالة الإسبانية في أبريل باتت تتطلب من نابليون اهتماماً متزايد ولأن البحرية البريطانية ظلت تشكل تهديداً مستمراً لتحركات القوات بين الدنمارك والسويد.

## شتاء 1808
بحلول ذلك الوقت، بسطت القوات الروسية سيطرتها على كامل فنلندا. وُقعت اتفاقية أولكيوكي في 19 نوفمبر واضطر الجيش السويدي لمغادرة البلاد. إلا أن الإمبراطور بات حريصاً الآن على نقل القتال إلى أراضي السويد نفسها، الأمر الذي كان سيحسم الحرب لصالحه.
آخذاً هذه الأسباب في الاعتبار، اقترح كامنسكي خطة جريئة، بعبور الجيش الروسي لخليج بوثنيا المتجمد في اتجاهين : وحدة تنطلق من فاسا باتجاه اوميو وأخرى من توركو إلى جزر أولاند ومنها نحو تخوم ستوكهولم. ووحدة ثالثة تمضي نحو تورنيو قبل أن تصل السويد براً.
رغم التوصيات لكنورنغ بتنفيذ الخطة في أسرع وقت ممكن، اعتبر الفكرة غير واقعية وماطل حتى شهر مارس، عندما أوفد الإمبراطور وزير الحرب أراكشييف إلى فنلندا للضغط على كنورنغ للقيام بالمهمة قبل أن يصل نفسه إلى الجيش.

## ربيع 1809
بشروع القوات الروسية في مسيرتهم منقطعة النظير عبر بحر البلطيق المتجمدة قي 13 مارس، خـُلع الملك غوستاف الرابع - المتهم ارتكاب أخطاء قاتلة أدت إلى خسارة فنلندا - في ستوكهولم وأُعلن عمه كارل الثالث عشر ملكاً. بعد أربعة أيام، احتل فيلق بغراتيون ذو 17.000 مقاتل جزر أولاند الاستراتيجية، في حين قاد كولنيف الطليعة قـُدماً عبر البحر المتجمد وفي يوم 19 مارس وصل الشاطئ السويدي على بـُعد 70 كيلومتراً من ستوكهولم.
لـّما شاع خبر توغل كولنيف إلي العاصمة السويدية، أرسل الملك الجديد مبعوثاً لكنورينغ مقترحاً هدنة. وافق قائد الروسي وأشار كولنيف بالعودة إلى أولاند على وجه السرعة. في غضون ذلك، قاست وحدة روسية أخرى - 5000 رجال بقيادة باركلي دي تولي - صعوبات كبيرة في عبور الخليج المتجمد نحو الشمال : دخلوا أوميا يوم 24 مارس.
هاجمت القوة الثالثة بقيادة الكونت شوفالوف تورنيو، وطوقت متحديةً شراسة الصقيع جيشاً سويدياً فاستسلم في 25 مارس. وصل القيصر إلى توركو بعد ستة أيام، وعند علمه بالهدنة، لم يلغ توقيع كنورينغ فحسب بل عين باركلي دي تولي قائداً جديداً للقوات المسلحة. هكذا استمر القتال حتى مايو، عندما وصل شوفالوف أخيراً أوميا، حيث حل محله كامنسكي.

## صيف 1809

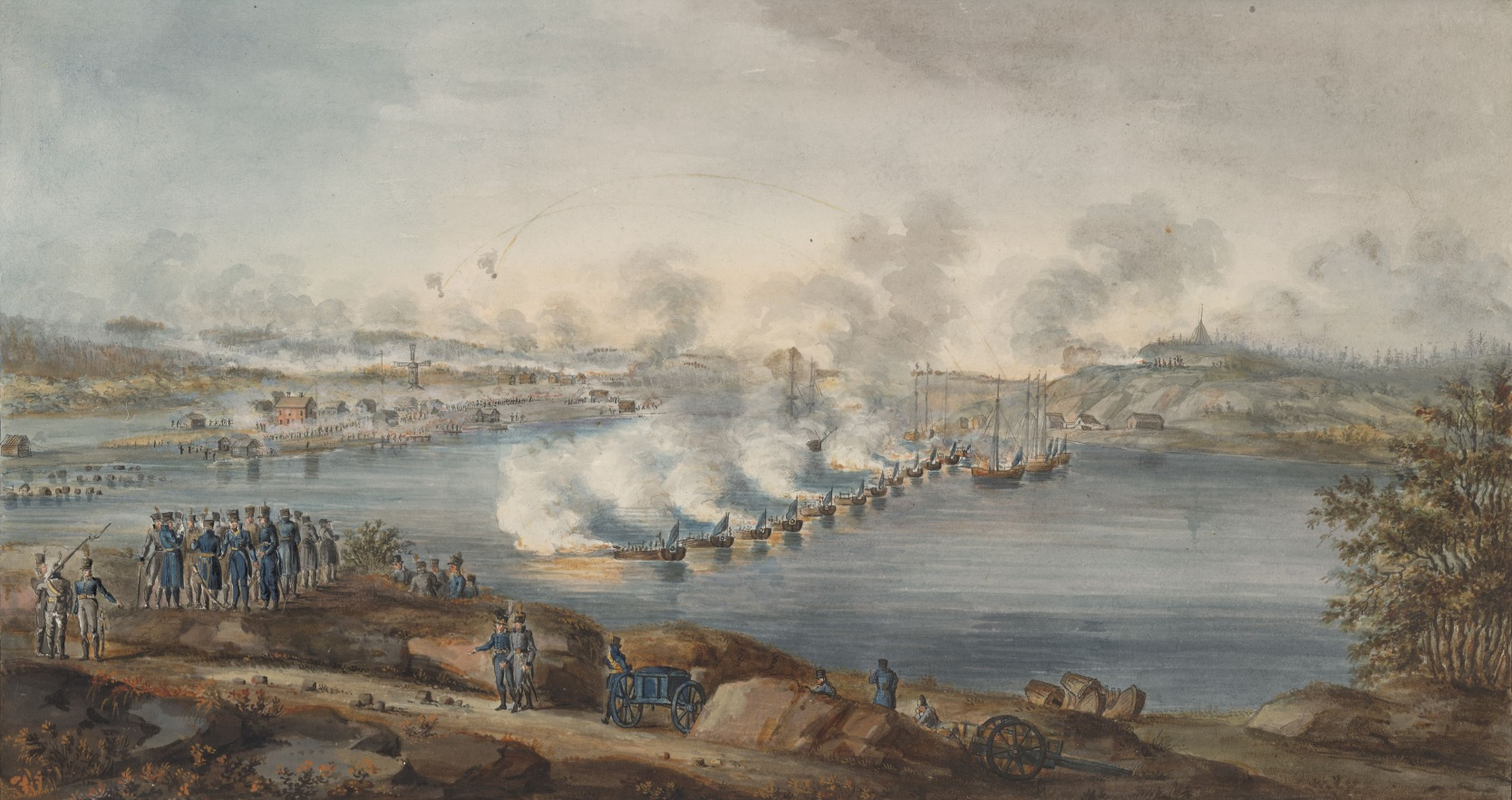
آخر معارك الحرب في راتان قرب أوميو بالسويدية فستربوتن

في أغسطس، أمر كارل الثالث عشر الساعي للتوصل إلى تسوية سلمية أفضل ساندلس بالهبوط في شمال السويد ومهاجمة مؤخرة جيش كامنسكي. لم تكن آخر اشتباكات الحرب في سفار وراتان حاسمة وتمكن كامنسكي من تحييد هذا الهجوم المضاد المتأخر.
عمل ساندلز فقط تمهيداً لمفاوضات السلام التي افتتحت في أغسطس وأسفرت عن معاهدة هامينا (17 سبتمبر)، التي تنازل السويد بموجبها عن كل فنلندا ولابي شرقي نهر تورني (جزء من مقاطعة نورلاند) إلى روسيا. أغلقت السويد موانئها في وجه السفن البريطانية وانضمت إلى الحصار القاري، ما قاد إلى الإعلان الرسمي للحرب مع بريطانيا العظمى. بعد بضعة أشهر، في 6 يناير 1810، توسطت الحكومة الروسية بين السويد وفرنسا لإبرام معاهدة باريس.
ألحقت روسيا مناطق كانت اقتطعتها من السويد في وقت سابق خلال القرن الثامن عشر بدوقية فنلندا الكبرى المشكـّلة حديثا بما في ذلك ما يسمى فنلندا القديمة، أبقت دوقية فنلندا الكبرى على دستور سنة 1772 الغوستافي بتعديلات طفيفة فقط حتى عام 1919. تمت عودة كل الجنود الفنلنديين تقريباً في السويد (معظمهم في منطقة أوميو) إلى ديارهم بعد الحرب.

## وصلات خارجية
- "الحرب النهائية" - الحرب الروسية السويدية 1808-1809
- "آخر حروب الاتحاد" - الحرب الروسية السويدية 1808-1809 لغوران فريلوند